# 常妃 (道光帝)
常妃（1808年12月31日—1860年10月7日），赫舍里氏，满洲镶蓝旗人。广东按察使、布政使容海之女，清朝道光帝之妃。
由于曾被封为珍妃，《愛新覺羅宗譜·星源集庆》、《清朝续文献通考》、《清皇室四谱》、《清列朝后妃传稿》等资料将她记为两人:102。

## 生平
嘉慶十三年十一月十五日巳時出生:103，生母為道員奇明第五女伊爾根覺羅氏。
道光二年二月，在外八旗選秀中被指定为珍贵人；同年十一月初二日进宫。道光四年九月初九日内阁抄出，初七日奉上谕：“奉皇太后懿旨：‘珍贵人晋封为珍嫔。’所有应行事宜著各该衙门察看例具奏。”钦此:103—104。道光五年四月十三日，以礼部左侍郎舒英为正使，兵部右侍郎奕经为副使，在延禧宮册封珍嫔。
道光五年八月初八日，再奉皇太后懿旨诏晋珍妃:104。没过多久，珍妃就患上了痛风痹症，一直在治療。道光六年七月初八日，珍妃还圆明园，延禧宫用马四匹。十一月二十二日，总管魏进朝传旨，珍妃降为珍嫔，在静嫔之次:104。
道光九年六月初九日，总管郝进喜等奉旨，“珍嫔降为常貴人”。每日所食吃食和分例等项，即日起照贵人例配给，並且裁減位下的官女子二名:107。道光二十一年二月初七日，承乾宫常贵人位下，因病出宫女子一名。道光二十三年二月十一日，延禧宫常贵人位下，因病出宫女子一名。道光二十七年二月二十七日，咸福宫常贵人位下，因病出宫女子一名。
道光三十年正月，咸豐帝晉尊先朝妃嫔，尊為皇考常嬪:104，時年四十三歲。咸豐元年三月十五日，正式行冊尊禮。咸豐十年庚申八月二十三日，常嬪位下的太監李進壽奏報咸豐帝，常嬪因英法联军攻入圆明园受惊悸而薨于綺春園:104，享年五十三歲。同年九月初五日，本欲將采棺抬進園內以便殮入，但由于当时圆明园仍有西方人不时入園內焚燒各處，只能等其退散後再另行辦理。内务府大臣在与恭亲王奕訢商量过后，将常嫔遗体于九月二十三日丑时殓入采棺。
咸豐十年九月二十三日暫安於田村殯宮西所。咸豐十一年三月初二日，常嫔金棺在慕东陵东配殿漆饰:105。同年十月，同治帝追晉為皇祖常妃，同治二年九月初二日葬入慕東陵，用中间石券:105。

## 家族
根據《順天鄉試齒錄》和《八旗滿洲氏族通譜》卷九，其家族簡譜如下：
- 六世祖：薩珠瑚，世居哈達地方，從龍入關，曾任都統，娶瓜爾佳氏。
- 五世祖：薩漢，曾任直隸雄縣防守尉、協領，娶鄂卓氏。
- 高祖父：武格，曾任七品小京官，娶瑚爾罕氏，一女嫁鑲藍旗滿洲鄂卓氏，四品典儀官雅岱之子四川保寧府知府德昌[8]。
- 曾祖父：福盛額，曾任筆帖式、直隸多倫諾爾理事同知、太僕寺員外郎，配喀爾拉氏。
- 祖父：善慶，由方略館清文遼三史，議敘升戶部陝西司主事，薦升安徽滁州直隸州知州，曾署潁州、徽州、浙江湖州知府，入祀湖州府名宦祠，娶誥封奉政大夫圖拉長女覺羅氏。
- 父：容海，字納川，由方略館譯漢官，議敘工部筆帖式，考補軍機章京，薦升營繕司主事、都水司員外郎、營繕司郎中，曾署甘肅按察使、廣東布政史。
- 前母：容海嫡妻洪吉拉特氏，國子監司業巴棟第二女。
- 生母：容海繼妻伊爾根覺羅氏，道員奇明第五女。
- 長姐：鑲藍旗滿洲員外郎年長阿之妻。
- 二姐：正白旗蒙古總兵內務府大臣麟翔之妻。
- 弟：如山，道光十八年戊戌科进士，四川按察使。
- 弟：隆山，隆山之女嫁正白旗满洲、直隶总督喜塔腊氏裕禄。
- 弟：多山（字云笏，号云湖），道光十四年甲午（1834）科举人，1855年太平军攻陷武昌时阵亡。初任刑部郎中，出为襄阳府知府，后署湖北按察使。时司道多驻城外督战，惟多山助城守，城陷，力战死之，予骑都尉世职，谥忠节。

### 引用
1. 1 2 3 4 5 6 7 8 9 10  徐广源. . 故宫博物院院刊 (北京市: 故宫博物院). 2019, (2019年06期): 102—107  [2021-11-23]. ISSN 0452-7402. （原始内容存档于2021-11-23） （简体中文）.
2. ↑  《順天鄉試齒錄》  赫舍里氏炳玉，字式三，号虎仲，行四，道光壬寅二月三十日生，镶蓝旗满洲广廉佐领下。七世祖萨珠瑚……祖容海，布政使，原娶洪吉拉特氏国子监司业巴栋第二女，继娶伊尔根觉罗氏道员奇明第五女……胞姑母三，长适镶蓝旗满洲员外郎年长阿，次适正白旗蒙古总兵内务府大臣麟翔，次册封寿康宫常太嫔晋封太常太妃。
3. ↑  《清實錄道光朝實錄》命禮部左侍郎舒英、為正使。兵部右侍郎奕經、為副使。持節齎冊、晉封珍貴人赫舍哩氏為珍嬪。冊文曰。朕惟椒塗起化。六宮佐中壼之勤。芝檢承恩。九室備內官之選。隆儀聿舉。寵命攸頒。諮爾珍貴人赫舍哩氏。端恪修型。柔嘉秉式。展功緒而勞襄機杼。蘭殿叨華。表德容而度飭珩璜。萱闈錫慶。茲仰承皇太后懿旨。晉封爾為珍嬪。申之冊命。爾其鸞章祗領。迓蕃祉以長膺。翟採榮增。勵芳規而益懋。欽哉。
4. ↑   道光九年六月初九日總管郝進喜等《為珍嬪著降為常貴人每日所食吃食分例等項照貴人例得給事》，中國第一歷史檔案館藏，檔案號：05-13-002-000622-0163
5. ↑   道光九年六月初十日總管郝進喜等《為珍嬪著降為常貴人裁減官女子事》，中國第一歷史檔案館藏，檔案號：05-13-002-000622-0165
6. ↑  《清實錄咸丰朝實錄》卷之二十九 ......尊封宣宗成皇帝常贵人赫舍哩氏、为常嫔。册文曰。椒涂表德。备谦顺以凝厘。兰殿延庥。承坤元而著媺。载扬休问。聿贲彝章。皇考常贵人。赋性安贞。持躬温淑。动循内则。奉巾帨以无愆。誉譪掖庭。佩珩璜而有节。宜加显号。用表令仪。谨以金册尊封为皇考常嫔。于戏。瑶函焕采。褕衣特灿于云章。玉篆敷文。宝册常辉于锦字。谨言。
7. ↑  《清實錄同治朝實錄》 ......又諭、皇祖宣宗成皇帝嬪禦。前經加崇位號。以申敬禮。因思常嬪侍奉皇祖最久。謹尊封為常妃。祥嬪誕育敦親王。謹尊封為祥妃。所有追封應行事宜。著該衙門察例具奏。
8. ↑  《清代硃卷集成》，卷六